# Antiguraleus
Antiguraleus is een geslacht van weekdieren uit de klasse van de Gastropoda (slakken).

## Soorten
- Antiguraleus abernethyi Dell, 1956
- Antiguraleus abnormis (Hutton, 1885) †
- Antiguraleus adcocki (G. B. Sowerby III, 1896)
- Antiguraleus aeneus (Hedley, 1922)
- Antiguraleus alternatus (Laseron, 1954)
- Antiguraleus costatus (Hedley, 1922)
- Antiguraleus deceptus Powell, 1942 †
- Antiguraleus fenestratus Powell, 1942
- Antiguraleus fusiformis Dell, 1956
- Antiguraleus galatea Kilburn, 1994
- Antiguraleus howelli (Laseron, 1954)
- Antiguraleus infandus (Webster, 1906)
- Antiguraleus kingensis (Petterd, 1879)
- Antiguraleus makaraensis Vella, 1954 †
- Antiguraleus morgana (Barnard, 1958)
- Antiguraleus multistriatus Dell, 1956
- Antiguraleus mundus (Suter, 1909)
- Antiguraleus murrheus (Webster, 1906)
- Antiguraleus necostatus Kilburn, 1994
- Antiguraleus otagoensis Powell, 1942
- Antiguraleus pedicus Powell, 1942
- Antiguraleus perfluans (Barnard, 1958)
- Antiguraleus permutatus (Hedley, 1922)
- Antiguraleus pulcherrimus Dell, 1956
- Antiguraleus rishworthi Vella, 1954 †
- Antiguraleus rossianus Powell, 1942
- Antiguraleus sericeus Kilburn, 1994
- Antiguraleus serpentis (Laseron, 1954)
- Antiguraleus stellatomoides Shuto, 1983
- Antiguraleus subitus (Laseron, 1954)
- Antiguraleus subtruncatus Powell, 1942
- Antiguraleus taranakiensis (Marwick, 1926) †
- Antiguraleus tepidus (Laseron, 1954)
- Antiguraleus ula (Watson, 1881)